# Przewrót czerwcowy w Bułgarii (1923)
Przewrót czerwcowy w 1923 – przewrót w Bułgarii zainicjowany 9 czerwca 1923 roku przez Związek Wojskowy (przy wsparciu cara Borysa III) po wygraniu wyborów przez Bułgarski Ludowy Związek Chłopski.
Na czele spisku stanęli Iwan Wyłkow oraz Welizar Lazarow. Rankiem oddziały wierne spiskowcom opanowały kluczowe punkty Sofii i dokonały aresztowania 700 osób, związanych z rządem Stambolijskiego.
11 czerwca siły rządu chłopskiego zostały pobite w bitwie pod Pazardżikiem. W niedługim czasie w kraju doszło do wybuchu lokalnych powstań. Chłopi oblegali m.in. miasta Plewen oraz Szumen oraz zajęli kilka innych. Ostatecznie siły Związku Wojskowego przy wsparciu bojówek WMRO opanowały sytuację w kraju, rozpoczynając represje wobec uczestników powstania. Schwytany w czasie ucieczki Aleksandyr Stambolijski został przekazany oddziałowi WMRO i zamordowany we wsi Sławowica.